# Црква Светог Николе у Вуковару
Саборна Црква Светог Николе у Вуковару је српска православна црква, главни и највећи храм Архијерејског намесништва вуковарског, једног од три намесништва Епархије осјечкопољске и барањске Српске православне цркве, посвећена преносу моштију Светог оца Николаја изграђена је у периоду од 1733. до 1737. године.

## Историја изградње саборне цркве
По налогу митрополита Вићентија Јовановића дошао је 5. јануара 1733. у Вуковар његов егзарх (изасланик) Стефан Стојковић да визитира тамошњу парохију. Цркву је описао као трошну и са опасношћу да се сруши јер је кров прокишњавао. Саграђена је око 1690. Трпеза-олтар је била од дасака, а умиваоница и крстионица од камена. Цркву је освештао владика Спиридон Стивица, а Свети Никола је храмовна слава. На часној трпези су биле две плаштанице од беле тканине, антиминс добар, Јеванђеља није било, али је био српски служебник, дрвени ковчежић и два свећњака од бронзе. На проскомидији се налазио бркрени дискос, сребрна кашика и дарци од свиле, а путира није било. На иконостаси су биле четири велике, сапрестолне, и 32 мале иконе. Црква је од одежди имала три свилене одежде и две од беле тканине, затим два свилена стара стихара, три свилене наруквице (две подеране и једне половне) и сребрни појас. Од црквених, руских, московских књига, црква је имала: два октоиха, 12 минеја, велики псалтир типик, триод, пентикостар, јефрем, 4 пролога, апостол и велики требник. Поред тога, још је имала и две кадионице, 9 кандила, бронзани полијелеј (лустер) и велику заставу од свиле са приказима. Парохијом је управљао Максим Поповић, рођени Вуковарац, где је и учио код учитеља Живана. Тада је Макси имао 32 године, а имао је сина и две кћери. Био је слабо учен, а зађаконио га је и запопио митрополит Вићентије Поповић. Вуковар је 1732. имао 134 православних кућа. Уместо старе цркве, саграђена је нова, зидана, 1737. Освештао ју је митрополит Павле Ненадовић 9. маја 1752. Због куге од 1738-1741. умањио се број православних, па је 1756. било 120 православних кућа. Тада је протопоп био Јован Добрашевић, коме су помагали петорица свештеника (Јован Попов, Максим Стефанов, Јефтимије Попов, Гаврило Поповић и Јован Поклић) и два ђакона (Игњат Михајилов и Симон Теофилов). Под вуковарски протопопијат спадаху 1756. парохије у Винковцима, Новим Бановцима, Чаковцима, Миклушевцима, Негославцима, Оролику, Петровцима, Маринцима, Лазама, Мирковцима, Острову, Габошу, Маркушици и Сотину. Наредних 10 година (1756.166.) доселило се у Вуковар много Срба из других крајева (углавном из Бачке и хрватске Крајине). Тако се број православних кућа попео са 120 - 1756., на 322 - 1766. Тадашњи поп је био прота Мојсије Лукић, а уз њега и ови свештеници: Игњат Михајловић, Јован Поклић, Симон Теоиловић, Никола Васић Димитрије Петровић и Сава Поповић. Касније број Срба расте. Стари Вуковар је 1791. имао 395 православних кућа, са 1559 житеља у њима. Парохији су као филијале припадале: Нови Вуковар, са 7 православних кућа и 53 житеља и село Богдановци са 4 православна дома, са 15 људи. Тада су у парохији била два свештеника. Прота је у Вуковару имао годишњи приход од 396 форинти, а сваки свештеник је годишње добијао по 219 форинти. Јохан Вилхелм фон Таубе, владин изасланик, је боравећи и у Вуковару 1776. записао да од 700 кућа и 3600 житеља више од половине чине православци.
Новија црква је изграђена на локацији старије цркве из 1690. године. Великом сеобом Срба 1690. број српског становништва у Вуковару је знатно повећан. Насељавали су се у старом делу града који се налази на десној обали реке Вуке. По доласку у Вуковар саградили су и цркву.
У то време постојала је и Епархија вуковарска којом је управљао Епископ вршачки Спиридон Штибица. Према архивским списима које је благословом Патријарха српског Георгија Бранковића приредио и издао протојереј Димитрије Руварац, 1733. у вароши Вуковару се налазила "Црква сасвим трошна, хоће да падне, прокисава, саграђена око 1690. године. Свештеник вуковарски тада беше Максим Поповић" Вуковарски Срби су на месту своје тадашње цркве која је била изграђена од дрвета, изградили нову цркву од чврстог материјала и као претходну посветили преносу моштију Светог оца Николаја. Та првобитна црква, брвнара, освештена је од Епископа вршачког и администатора Епархије вуковарске Спиридона Штибице и имала је дрвену часну трпезу, затим крстионицу и иконостас који је бројао четири велике престоне иконе и 32 мале. Када се догодио олујни ветар који је погодио цело насеље 21. јуна 1723. са тадашње старе цркве однео је кров и торањ што је свакако убрзало градњу велелепне цркве коју је осветио Митрополит Викентије Јовановић и издао одобрење да се може сакупљати прилог за изградњу данашње цркве. 
Радови на новој цркви трајали су између 1733. и 1737. године. Цркву је осветио 1752. године Митрополит Павле Ненадовић. Иконостас је завршен 1757. године рад осјечког дрворезника Томаса Фиртлера, а иконе сликао од 1772—1773. познати српски сликар из Новог Сада Василије Остојић. Током 1755. године на кору је дозидана капела "Светог великомученика Георгија" која је уклоњена 1893. када је цели тај простор преуређен за вуковарско српско певачко друштво "Јавор" Црква је рестаурисана 1763, 1893. и 1935-37. У противмађарским борбама крајем октобра 1848. Мађари су пуцали, гађајући православну цркву и граничарски табор. Српски патријарх Георгије Бранковић је 30. септембра 1893., након обнове цркве, исту освештао. Атеље "Станишић" из Сомбора израдио је 1933. године девет витражних прозора са ликовима светитеља за Саборни Храм Светог Николе у Вуковару. За време Другог светског рата (1941—1942) црква је била затворена и опљачкана.

## Рат 1991. и новије доба
У последњем рату 1991. црква је претрпела тешка разарања када је у унутрашњости цркве неколико припадника Збора Народне гарде, у ноћи између 18. и 19. септембра 1991. поставило и активирало експлозив што је изазвало тешка оштећења унутрашњости, горњег дела звоника, кровне конструкције и свода цркве. Унутрашњост цркве је потпуно демолирана и изгорела. На срећу, успело се пре рушења спасити иконе са иконостаса, на молбу епископа Лукијана иконе са иконастаса цркве Светог Николе скинуте су како би се спасле од рата и пренесене у Нови Сад те тако остале сачуване. Обнова спољашњости завршена је 2012. а атеље "Станишић" је по оригиналним нацртима израдио нове витражне прозоре са ликовима светитеља који поново красе цркву Светог Николе. Оригинални иконе са иконостаса цркве које су сачуване и рестаурисане, и даље се налазе у Покрајинском заводу за заштиту споменика културе АП Војводине у Новом Саду те се чека њихов повраћај у Вуковар. Дуборезни барокни иконостас, идентичан оном пострадалом, тренутно је у изради.
У склопу цркве је и седиште Српске православне црквене општине Вуковар. Прву парохију Намесништва вуковарског Храм Светог Николаја води протојереј-ставрофор Саша Кузмановић. Богослужења су се обављала у згради Српског Дома до 2013. године. У истој згради некада је била прва српска школа у Вуковару. У Српском дому чувају се црквене књиге, углавном руске, те стари уредски списи од 1732. г. па надаље. Храм Светог Николе једна је од најзначајнијих и најстаријих барокних грађевина српског народа северно од реке Саве, њена обнова у потпуности ће оживети духовни живот православних Срба на овом подручју.

## Српски Дом
Почетком 20. века долази се на идеју изградње Српског дома у граду Вуковару за културне и верске потребе српске заједнице у граду на Дунаву. Вуковарски Срби дају прилоге за изградњу зграде Српског дома у средишту града одмах до Саборне цркве Светог Николе.
Првобитна зграда подигнута је 1733. године за православну српско-рускословенску школу коју је основао Тимофеј Левандовски. Ова зграда изгореела је у пожару 1822. године. На истом месту гради се нови барокни објекат. С обзиром да су у њој били смештени и српско певачко друштво "Јавор" и Српска женска добротворна задруга, зграда постаје мала и приступа се градњи нове зграде, која постоји и данас. Иницијативу је дао 31. новембра 1903. године вуковарски адвокат др. Светислав Новак, након чега је формиран Одбор за изградњу од 40 угледних Срба, грађана града Вуковара. За председника одбора био је изабран вуковарски адвокат др Александар Пеичић. Зграда је изграђена 1904. године прилозима угледних вуковарских Срба (велепоседник Радивој Пауновић, Јован Баић, Васа Михаиловић и др.) као и уделима тадашњих српских институција у граду (Српска штедионица, Српска кредитна банка, Српска женска добротворна задруга, српско певачко друштво "Јавор", Српска занатлијска задруга и др), укупно је прикупљено 18.350 круна.
Зграда је посвећена 27. јануара 1905. године на Светог Саву. Зграду су за своје потребе користили: српска пјевачко друштво "Јавор" које је располагало богатом музичком библиотеком, Српска женска добротворна задруга, српско просвјетно и привредно удружење "Посестрима" и Српска православна црквена општина. Од 1904. до 1919. године у згради је радила српска школа. У згради су обележавани важни национални и вјерски празници, одржаване светосавске бесједе, академије, добротворне забаве и дружења. Током Другог светског рата зграда је претворена у немачку Команду града Вуковара, док је од стране државних органа Независне Државе Хрватске имовина конфискована и отуђена. Зграда "Српског дома" после Другог светског рата је национализирана од стране комуниста 1947. године и кориштена је у друге сврхе. Са прочеља зграде уклоњен је ћирилични натпис "Српски дом".
Српски Дом тешко је оштећен у последњем рату 1991. године и због нерешених власничких односа између града и Српске православне цркве, те чињенице да је објекат још пре рата под непознатим околностима укњижен на градску фирму Велепромет, Српски Дом један је од свега неколико преосталих необновљених грађевина у граду Вуковару.
Како није било другог решења, ”Српско Народно Вијеће” из Загреба уплатило је око два милиона куна средстава Владе Републике Србије, те је 30. марта 2017. у Вуковару потписан купопродајни уговор за откуп Српског Дома који представља први корак у обнови овог за културни, друштвени и верски живот српске заједнице града Вуковара веома значајног објекта. Након што је Влада Републике Србије издвојила милион евра за обнову Српског дома у Вуковару, почели су припремни радови на том објекту који је у подједнаком власништву Заједничког вијећа општина, Српског народног вијећа и Српске православне црквене општине Вуковар.
Планирана је обнова постојеће зграде те градња нове у дворишту с мултифункционалном великом двораном за одржавање различитих манифестација, као и подрумским просторијама. У постојећој згради постојаће канцеларије за свештенике, а преостали простор користиће српски народ са ширег подручја града Вуковара.